# ديريك بوس
ديريك بوس (بالإنجليزية: Derek Bose)‏ هو صحفي وناقد سينمائي وكاتب هندي، ولد في 15 سبتمبر 1956.